# Pérols
Pérols település Franciaországban, Hérault megyében. Lakosainak száma 9541 fő (2022. január 1.). Pérols Lattes, Mauguio és Palavas-les-Flots községekkel határos.

## Népesség
A település népességének változása:
| Lakosok száma | 2203 | 4422 | 6595 | 8545 | 8939 | 9040 | 8985 | 9016 | 9438 | 9541 |
|               | 1968 | 1982 | 1990 | 2006 | 2013 | 2015 | 2017 | 2019 | 2020 | 2022 |